# Mysłowice
Pour l’article homonyme, voir Mysłowice (Poméranie-Occidentale).
Mysłowice (Myslowicy en silésien ; en allemand : Myslowitz) est une ville à statut de powiat de Pologne, située dans la voïvodie de Silésie.

## Géographie
La ville se trouve sur les bords de la rivière Przemsza dans la région historique de Haute-Silésie, à environ 9 km à l'est de Katowice.
Mysłowice est reliée à l'autoroute A4 et à la voie rapide S1 menant de Katowice à Zwardoń et la frontière slovaque.

### Tripoint historique
Dans la période qui a suivi le congrès de Vienne, de 1815 jusqu'à la Première Guerre mondiale, le confluent de la Biała Przemsza (blanche) et de la Czarna Przemsza (noire) au sud du centre-ville était le tripoint délimitant les frontières entre :
- la province de Silésie au sein du royaume de Prusse, intégrée en 1871 à l'Empire allemand ;
- la ville libre de Cracovie, annexée par l'empire d'Autriche après l'insurrection de 1846 et incorporée dans le grand-duché de Cracovie (Galicie) ;
- le royaume du Congrès, entité politique polonaise sous l'administration de l'Empire russe.

Depuis la fin du XIXe siècle, le « coin des trois empereurs » (en polonais : Trójkąt Trzech Cesarzy) à Myslowitz est devenu une destination touristique populaire. Du côté allemand, une tour Bismarck a été construite sur projet de Wilhelm Kreis en 1907.

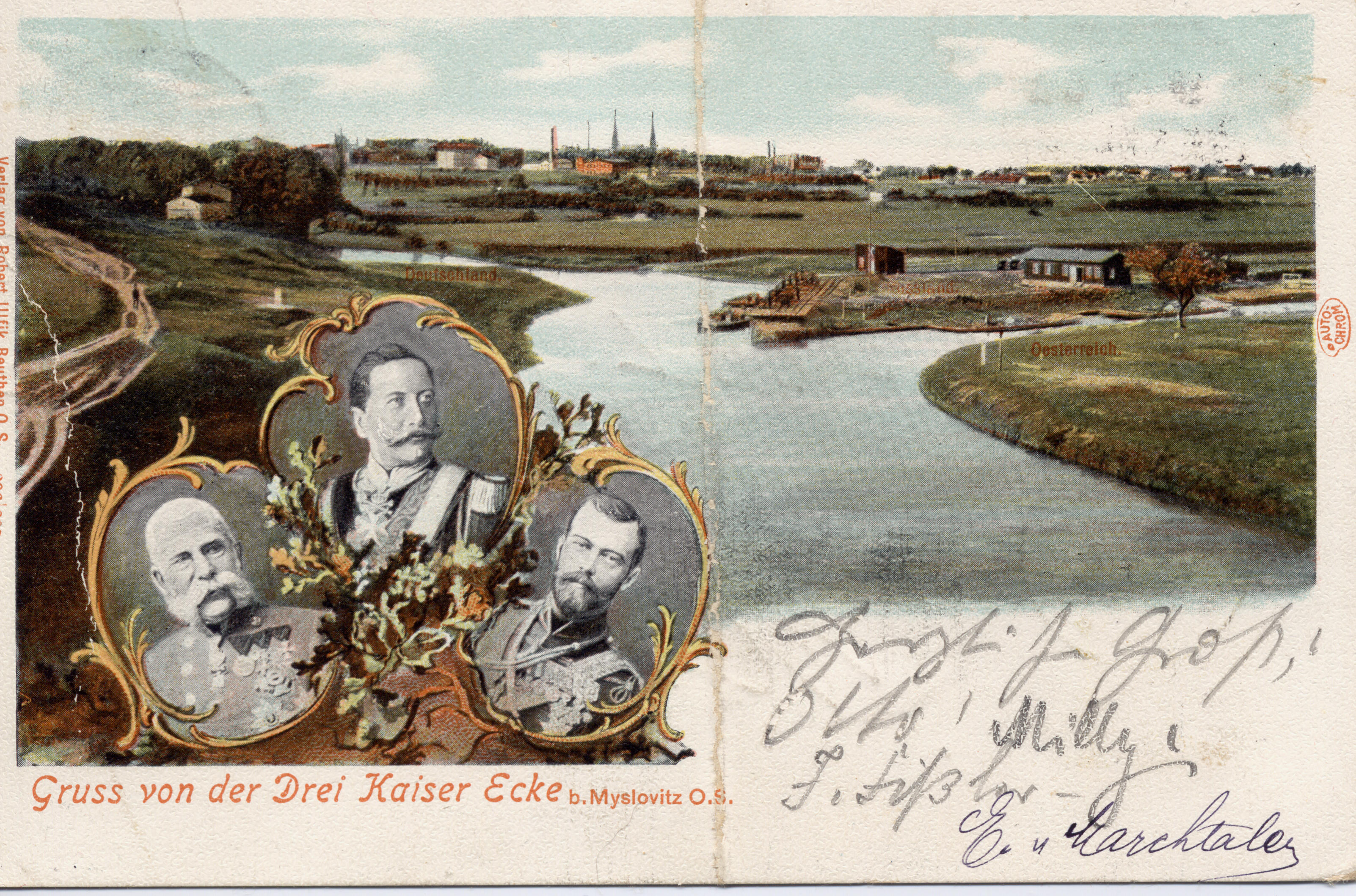
Gruss von der Drei Kaiser Ecke b. Myslovitz O.S. - Nicolas II (Russie) , Guillaume II (Allemagne), François-Joseph (Autriche-Hongrie), carte postale, 1902.
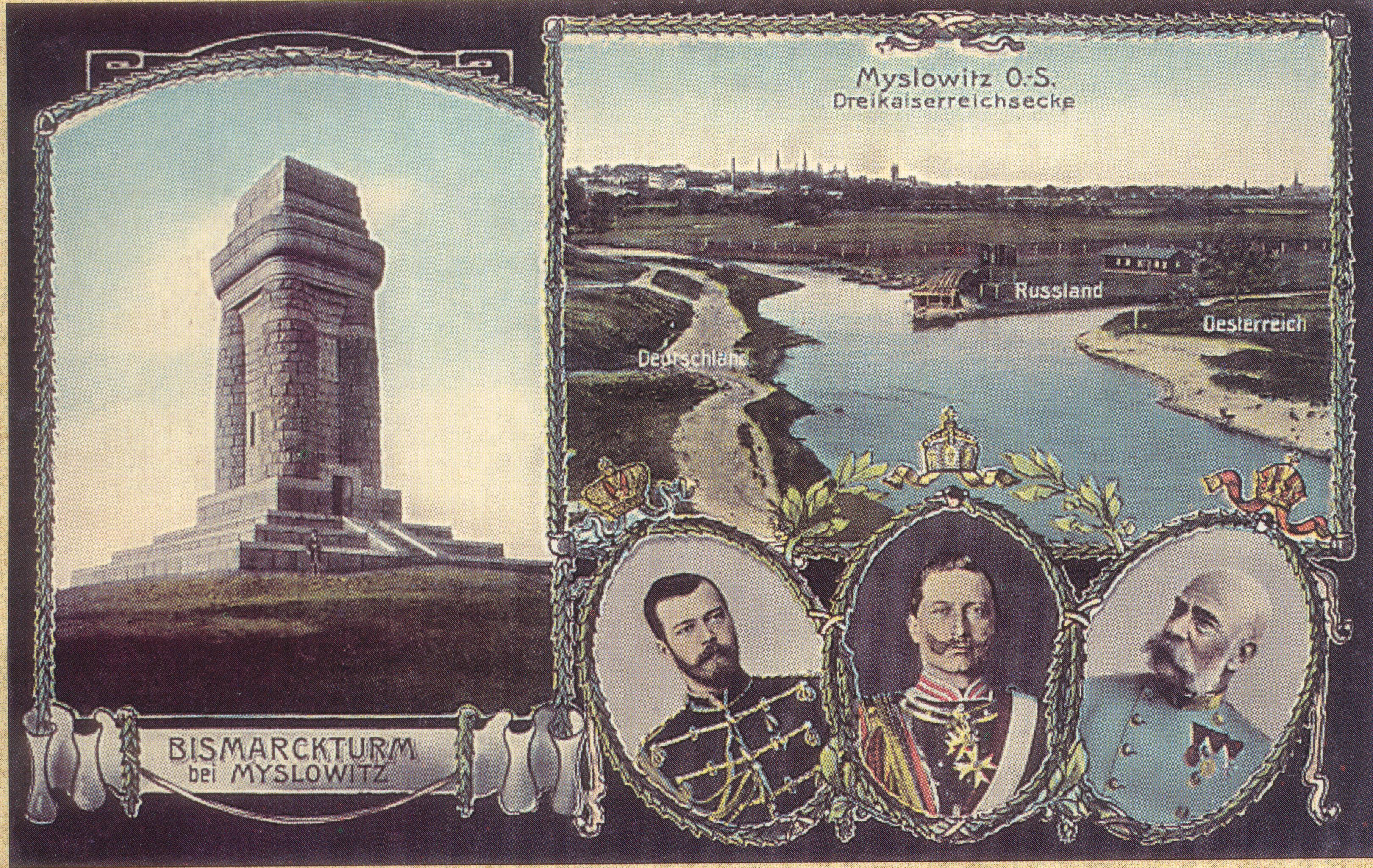
La tour Bismarck à Mysłowice - les trois empereurs, carte postale, 1907.
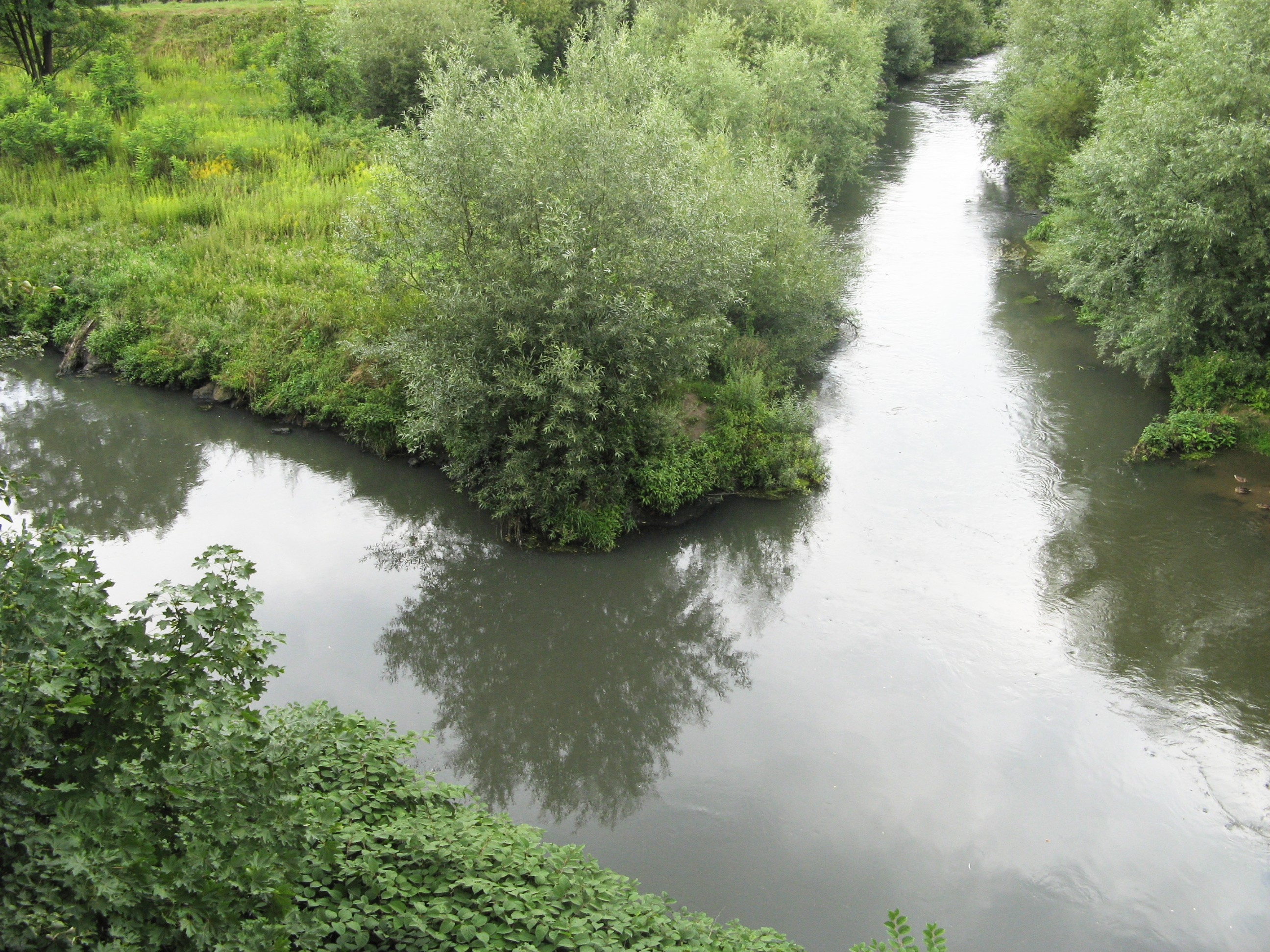
Photo 2007: Allemagne en bas à gauche, Autriche-Hongrie en haut à droite, Russie en haut à gauche.
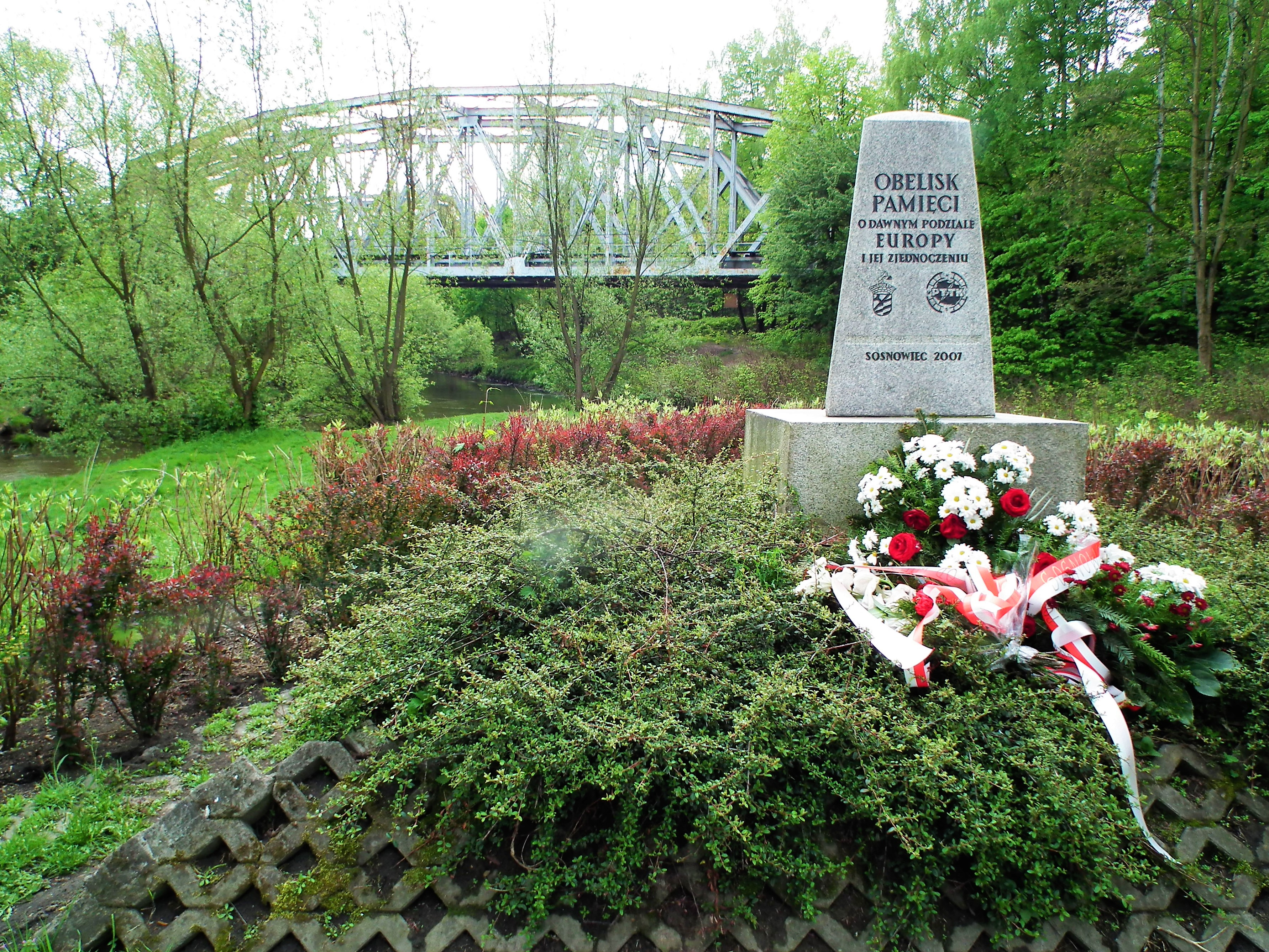
Monument de 2007.

## Histoire
Le lieu slave a été fondé au Xe siècle, il est probablement nommé d'après un noble Mysł(aw). La première apparition dans les chroniques date de 1308, lorsque la région appartenait au duché silésien de Racibórz (Ratibor). Quelques années plus tard, ces domaines échurent à la couronne de Bohême. Dès cette époque, la rivière Przemsza les sépare du royaume de Pologne à l'est.
La Silésie fut rattachée à la monarchie de Habsbourg qui domina la Bohême dès 1526, puis à la Prusse en 1742 après la première guerre de Silésie. En 1813, Myslowitz est incorporée dans le district d'Oppeln au sein de la Silésie prussienne, dans l'arrondissement de Beuthen à partir de 1818, puis à partir de 1873 dans l'arrondissement de Kattowitz (de). Après la Première Guerre mondiale, les insurrections de Silésie et le plébiscite de Haute-Silésie qui s'est déroulé en mars 1921, la ville fut rattachée à la voïvodie de Silésie au sein de la IIe République de Pologne.

## Personnalités
- August Hlond (1881–1948), primat de Pologne ;
- Georg Koßmala (1896–1945), général.